# Albert Buck
Albert Buck (23 de enero de 1895-6 de septiembre de 1942) fue un general alemán durante la II Guerra Mundial. Fue condecorado con la Cruz de Caballero de la Cruz de Hierro de la Alemania Nazi.

## Biografía
Buck nació el 23 de enero de 1896 en Stuttgart, Wurtemberg, en el Imperio alemán. Sirvió en el Reichswehr después de 1913 y luchó en la I Guerra Mundial, obteniendo la Cruz de Hierro (1ª Clase) y la Cruz de Honor de la Guerra Mundial, y durante la II Guerra Mundial luchó en las invasiones de Dinamarca, Francia y la Unión Soviética. Se convirtió en Mayor General al mando de la 198.ª División de Infantería alemana durante la guerra de la Unión Soviética y sirvió en Uman, Kiev y Rostov, entre otras batallas. Murió en Novorossiysk el 6 de septiembre de 1942 cuando varias granadas explotaron cerca de su coche.

## Condecoraciones
- Cruz de Hierro (1939) 2ª Clase (17 de abril de 1940) & 1ª Clase (1 de agosto de 1940)
- Cruz de Caballero de la Cruz de Hierro el 17 de julio de 1941 como Oberst y comandante del Grenadier-Regiment 305[1]
- Cruz Alemana en Oro el 13 de septiembre de 1942 como Generalmajor y comandante de la 198. Infanterie-Division[2]